# Ajik Mnacakanjan
Ajik Mnacakanjan (* 14. října 1995) je ruský zápasník – klasik arménského původu, který od roku 2018 reprezentuje Bulharsko.

## Sportovní kariéra
Pochází z gruzínského kraje Samcche-Džavachetie z arménské rodiny. Vyrůstal v Moskvě, kde začal zápasit v klubu Sparta. Specializuje se na řecko-římský styl. Od roku 2018 reprezentuje na mezinárodní scéně Bulharsko.

## Výsledky
| Turnaj             | Rusko | Bulharsko |
| Turnaj             | 2017  | 2018      |
| Turnaj             | 22    | 23        |
| Turnaj             | -72   | -72       |
| ------------------ | ----- | --------- |
| Olympijské hry     |       |           |
| Mistrovství světa  | —     | 3.        |
| Evropské hry       |       |           |
| Mistrovství Evropy | —     | —         |
| MS do 24 let       | —     | úč.       |